# Deliathis
Deliathis es un género de escarabajos longicornios de la tribu Lamiini.

## Especies
- Deliathis batesi Gahan, 1888
- Deliathis bifurcata Dillon & Dillon, 1941
- Deliathis buqueti (Tasté, 1841)
- Deliathis diluta Gahan, 1892
- Deliathis flavis Dillon & Dillon, 1941
- Deliathis imperator (Thomson, 1868)
- Deliathis impluviata (Lacordaire, 1869)
- Deliathis incana (Forster, 1771)
- Deliathis neonivea Santos-Silva & Botero, 2018
- Deliathis nigrovittata Breuning, 1980
- Deliathis nivea Bates, 1869
- Deliathis parincana Breuning, 1971
- Deliathis pulchra Thomson, 1865
- Deliathis quadritaeniator (White, 1846)
- Deliathis superba Franz, 1954